# هربرت بونتنغ
هربرت بونتنغ (بالإنجليزية: Herbert Ponting)‏ (و. 1870 – 1935 م) هو مستكشف، ومصور، ومصور سينمائي بريطاني، ولد في ساليسبري، شارك في بعثة تيرا نوفا، كان عضوًا في الجمعية الجغرافية الملكية، توفي في لندن، عن عمر يناهز 65 عاماً، بسبب نوبة قلبية.

## معرض صور

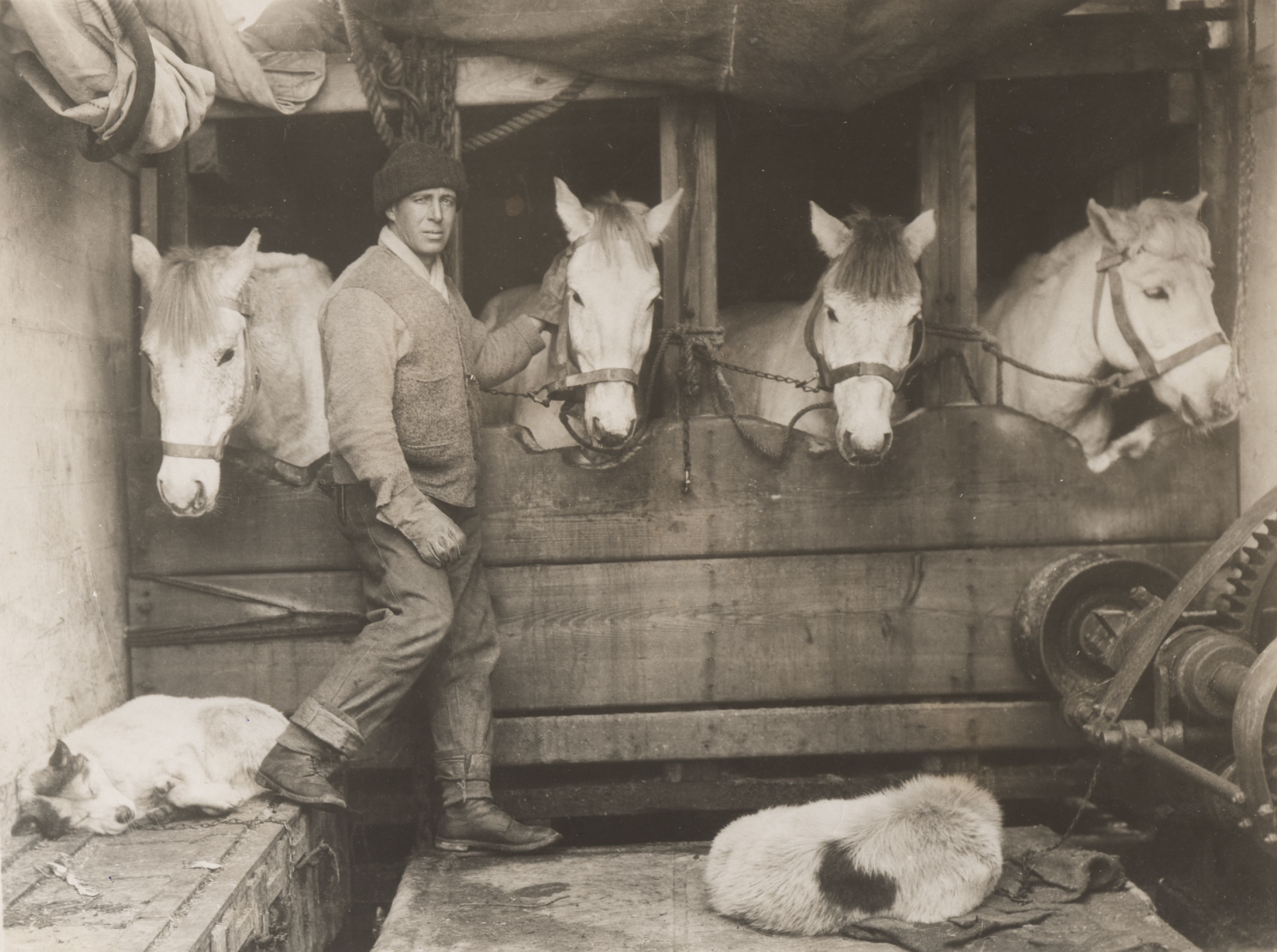
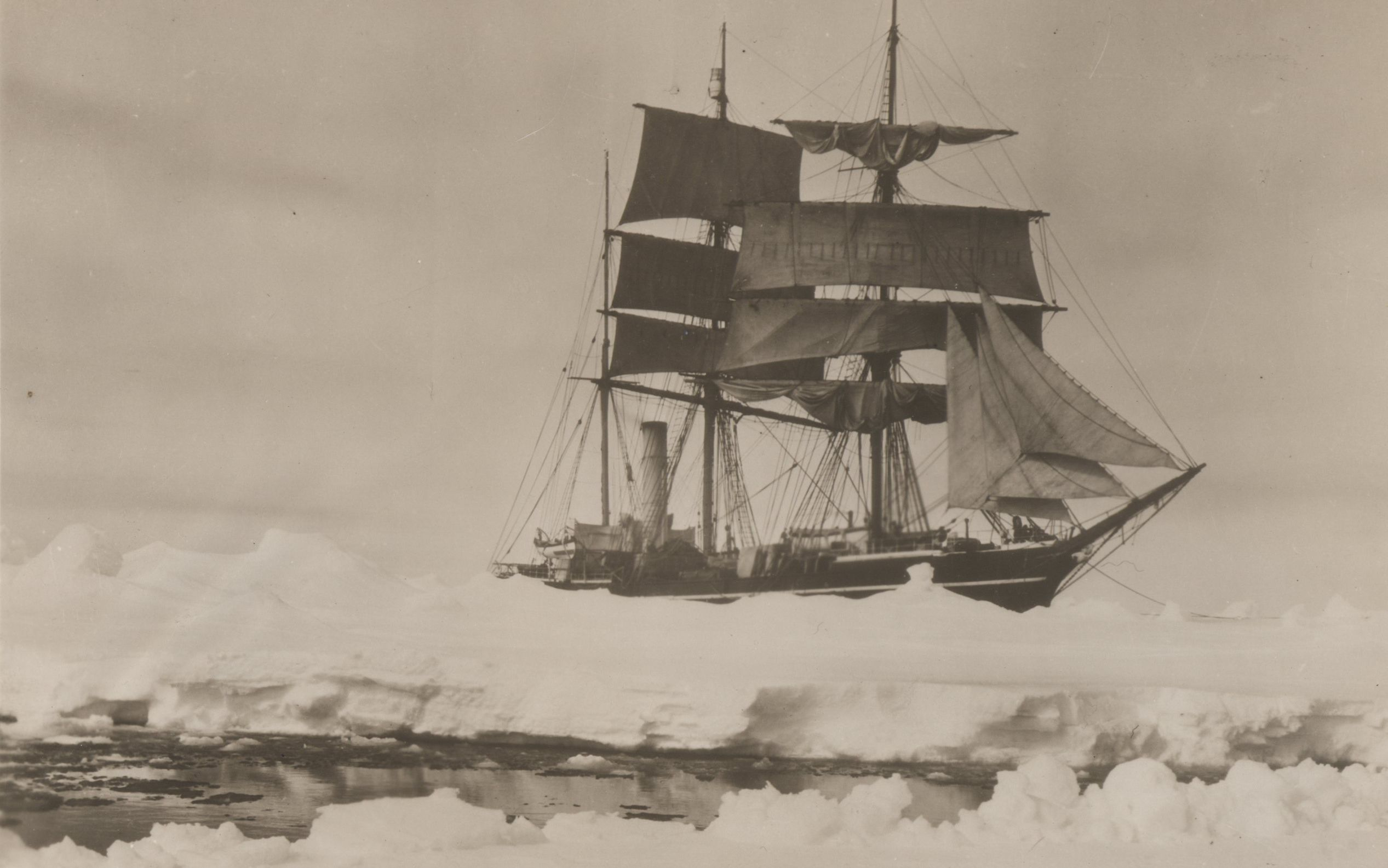
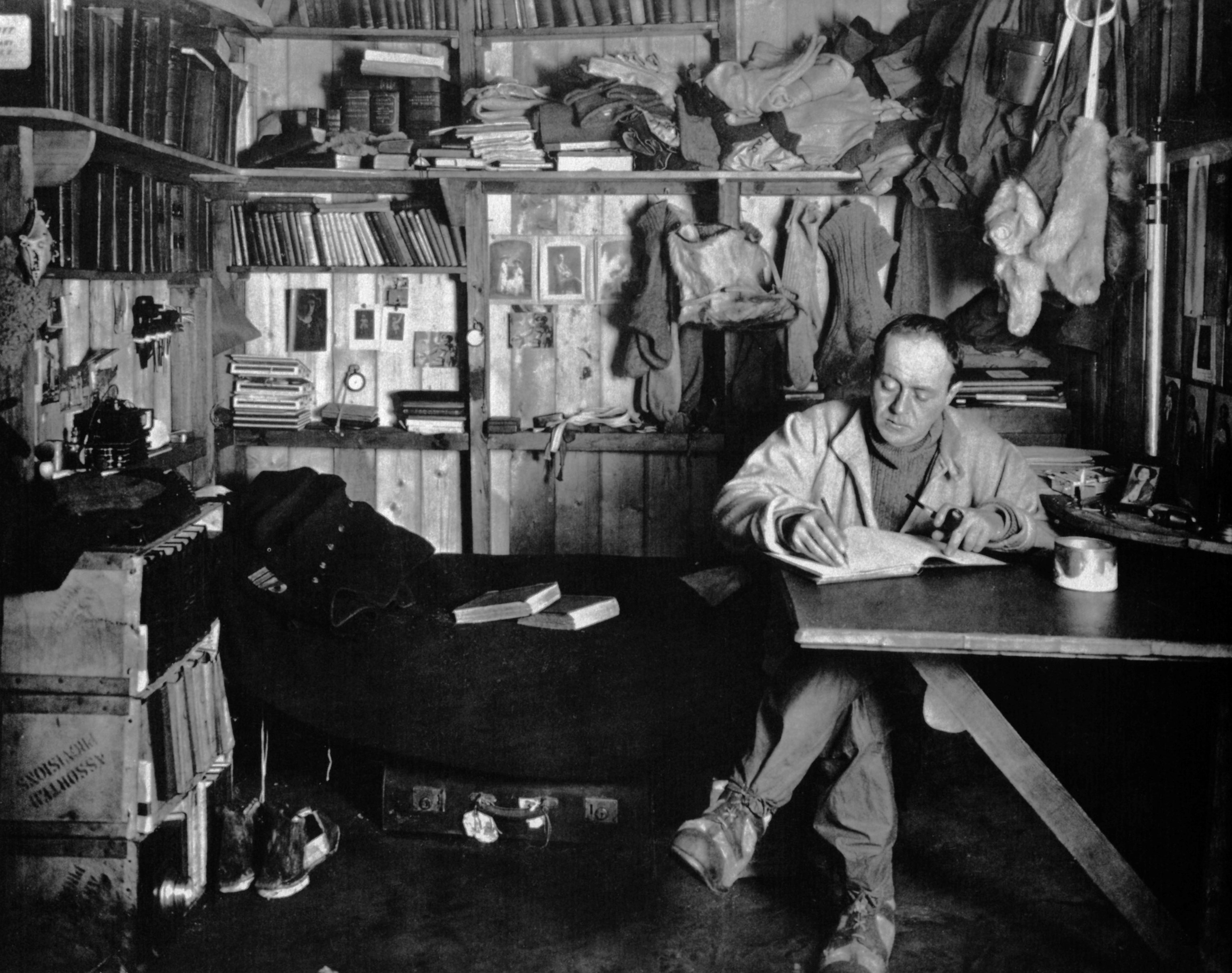
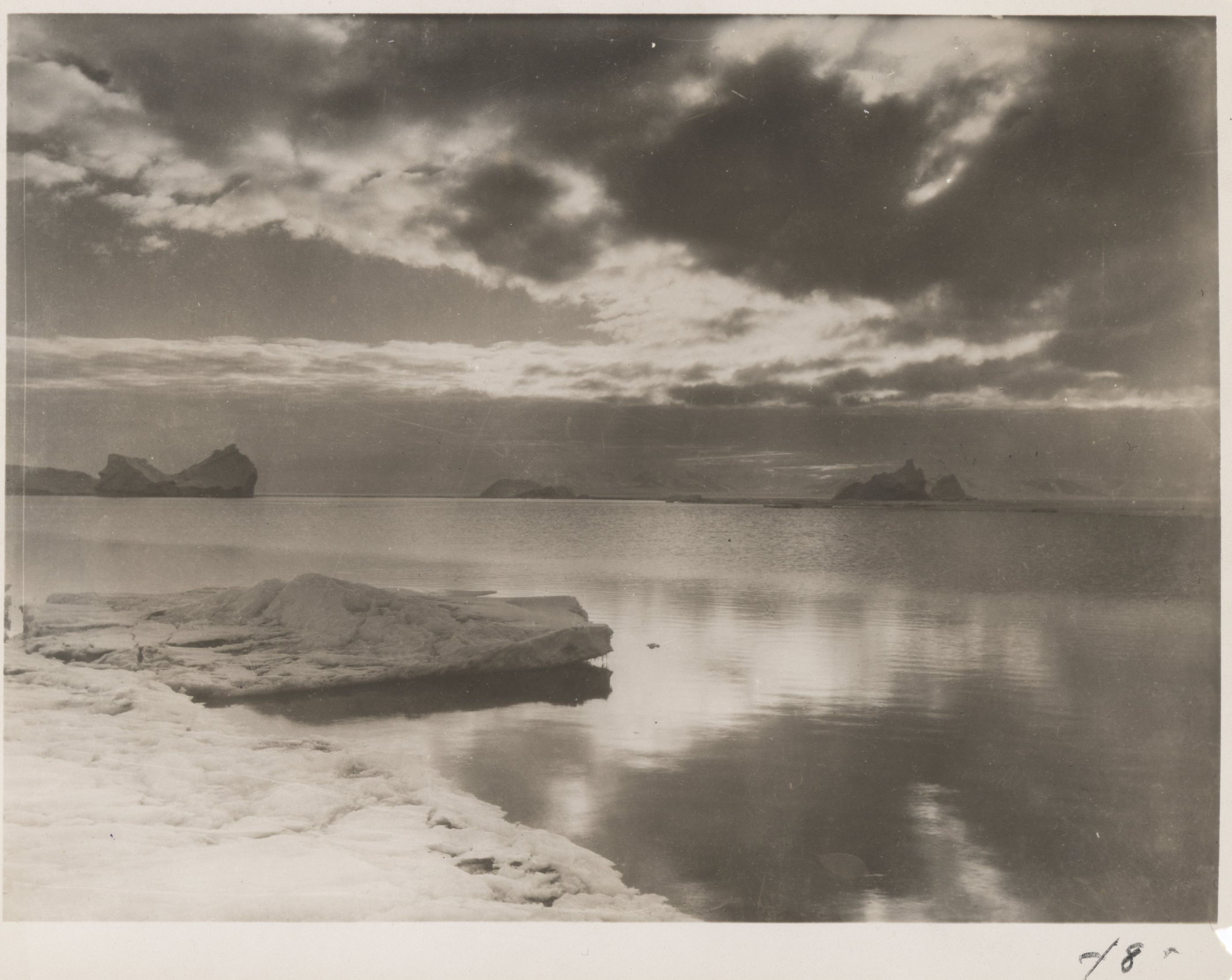
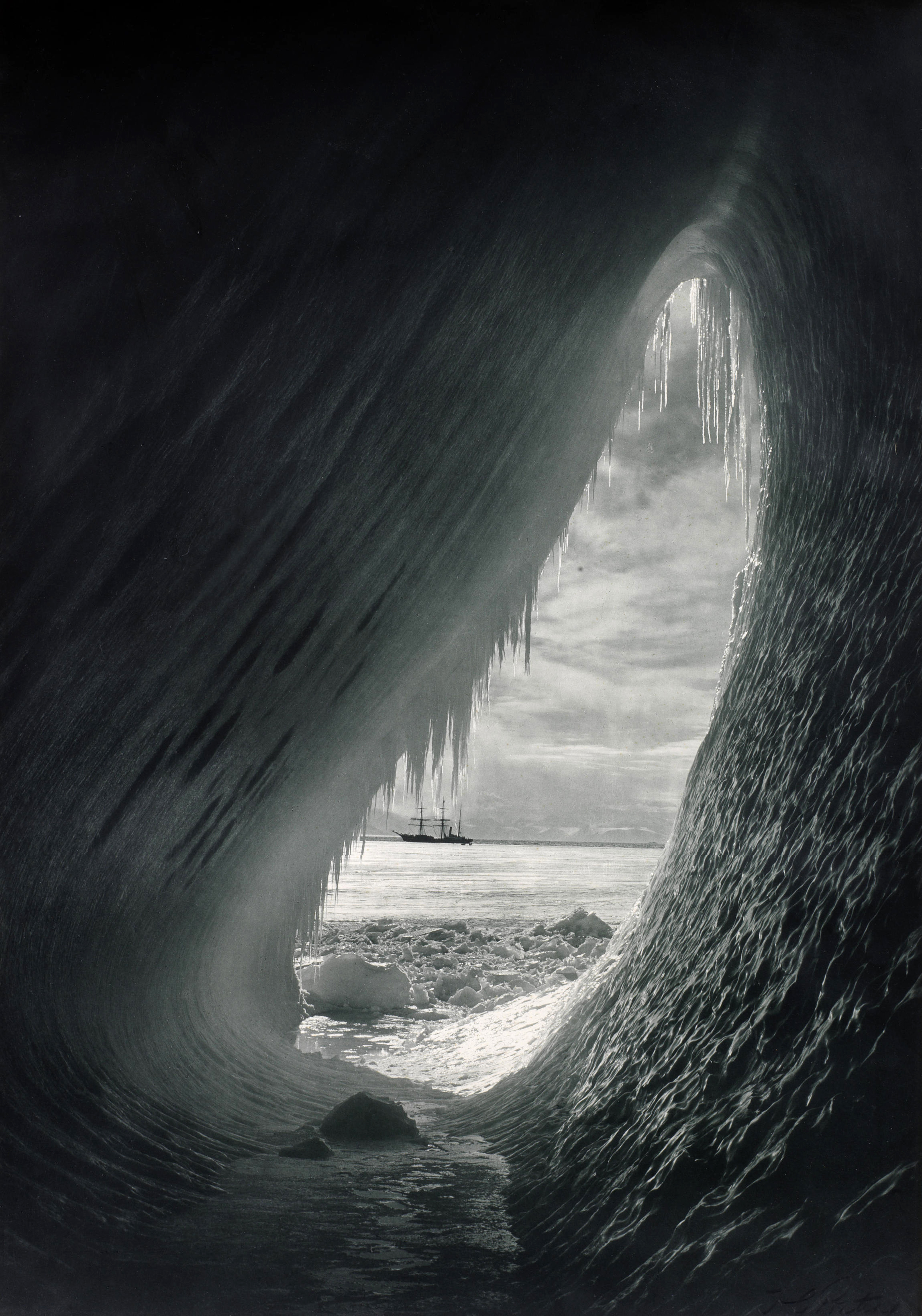

## التعليم
تعلم في جامعة كامبريدج
.

## جوائز
حصل على جوائز منها:

زمالة الجمعية الجغرافية الملكية ‏

## وصلات خارجية
- هربرت بونتنغ على موقع IMDb (الإنجليزية)
- هربرت بونتنغ على موقع ميوزك برينز (الإنجليزية)
- هربرت بونتنغ على موقع أول موفي (الإنجليزية)
- هربرت بونتنغ على موقع ديسكوغز (الإنجليزية)
- هربرت بونتنغ على موقع كينوبويسك (الروسية)